# تجمعات محافظة القنيطرة السكانية
محافظة القنيطرة المحافظة السورية الرابعة عشرة من حيث عدد السكان، بلغ تعداد سكانها بما في ذلك تجمعات نازحي الجولان في الداخل السوري (475,000) نسمة يشكلون ما نسبته 2% من إجمالي تعداد سكان سوريا ، 
بلغ تعداد التجمّعات السكانيّة في القسم المُحرر من محافظة القنيطرة والخاضع لسيطرة السلطات السورية العام 2004 أكثر من 40 تجمّع سكنيّ ما بين مدينة وبلدة وبلديّة وحي وقرية ومزرعة.

## تجمعات محافظة القنيطرة السكانية

### منطقة القنيطرة
- ناحية مركز القنيطرة: بئر عجم، بريقة، الحميدية، القحطانية، القنيطرة، رويحينة، الصمدانية الغربية
- ناحية خان أرنبة: أيوبة، البعث، الصمدانية الشرقية، حضر، حلس، الحرية، جبا، جباتا الخشب، الخالدية، خان أرنبة، كوم الباشا، كوم الويسية (مرج برغوث)، مجدولية، مسحرة، ممتنة، نبع الصخر، أوفانيا، نبع الفوار، طرنجة، أم باطنة، المنصور
- ناحية الخشنية: أصبح، البصة (عين القاضي)، عين التينة، العشة، غدير البستان، الهجة، كودنة، المعلقة، المنشية سويسة، قرقس، قصيبة الرفيد، سويس.

### منطقة فيق
- ناحية مركز فيق: رزانية صيدا، صيدا.

### تجمعات نازحي الجولان في الداخل السوري
تجمع الجولان بدرعا، تجمع الحسينية، تجمع الذيابية، تجمع الكسوة الغربي،  تجمع جديدة عرطوز، تجمع درعا، تجمع سبينة، تجمع شبعا، تجمع قدسيا، تجمع مفرق حجيرة، تجمع عرطوز الفضل، تجمع الباردة، تجمع الحجر الأسود.

## وصلات خارجية
- وزارة الإدارة المحليّة السوريّة
- المركز الإحصائي السوري